# Объединение бытовой химии
Объединение бытовой химии — одно из старейших предприятий России по производству и разработке бытовой химии, расположенное в городе Новомосковске Тульской области.

## История
«Объединение Бытовой Химии» ведет свой отсчет со времен образования самого крупного в СССР производителя бытовой химии «Новомосковскбытхим» — 1969 года. В те времена являлось производственным звеном и разработчиком порошков, отбеливателей, чистящих средств и иной продукции, вплоть до запатентованных уникальных составов, патенты на которые являются засекреченными до настоящего времени.
В 1995 году, когда основные активы АК «НБХ» были проданы транснациональной компании «Procter & Gamble», предприятие приобрело самостоятельный статус Акционерной компании — АО «ОБХ».
В настоящее время является действующим предприятием, занимается производством бытовой химии.

## Продукция
- Средства для стирки
- Гигиеническая косметика
- Средства для сварки
- Товары для сада, огорода
- Чистящие средства
- Отбеливатели
- Антисептики для обработки рук и поверхностей